# Boxer Dameligaen 2015-16
Boxer Dameligaen var den 80. sæson af Damehåndboldligaen. FCM Håndbold var forsvarende mestrer.
Team Esbjerg vandt mesterskabet, da de slog FCM Håndbold i finalen. SønderjyskE Håndbold rykkede ned, da de sluttede sidst i grundspil.et.

## Slutspil
Efter 22 kampe i grundspillet kvalificerer de seks øverste hold sig til slutspillet, hvor nr. 1-2 går direkte i semifinalerne, mens nr. 3-6 spiller starter med at spille mod hinanden således, at nr. 3 vælger en modstander blandt nr. 4-6, mens to øvrige hold i slutspillet møder hinanden. Vinderen af kampene, der har deltagelse af 3'eren i grundspillet møder grundspillets nr. 2 i semifinalen. Den anden vinder møder grundspilsvinderen. Vinderne i semifinalerne mødes i DM-finalerne. Alle kampene i slutspillet afvikles over to kampe.

## Klubber
Det var meningen at Skive fH skulle have deltaget i denne sæson, men klubben har valgt at trække sig på grund af klubbens økonomi. Nykøbing F. blev tilbudt pladsen som de takkede ja til.
| Hold.               | By               | Arena                 | Kapacitet |
| ------------------- | ---------------- | --------------------- | --------- |
| FC Midtjylland      | Ikast            | Ikast-Brande Arena    | 2.850     |
| HC Odense           | Odense           | Odense Idrætshal      | 2.256     |
| København Håndbold  | København        | Frederiksberghallen   | 1.468     |
| Nykøbing Falster    | Nykøbing Falster | Scandlines Arena      | 1.300     |
| Randers HK          | Randers          | Arena Randers         | 3.000     |
| Ringkøbing Håndbold | Ringkøbing       | Rofi-Centret          | 1.100     |
| Silkeborg-Voel KFUM | Silkeborg        | Jysk Arena            | 3.000     |
| SK Aarhus           | Aarhus           | Viljen Til Sejr Arena | 1.152     |
| SønderjyskE         | Aabenraa         | Aabenraa Idrætscenter | 1.000     |
| Team Esbjerg        | Esbjerg          | Blue Water Dokken     | 2.549     |
| Team Tvis Holstebro | Holstebro        | Gråkjær Arena         | 3.250     |
| Viborg HK           | Viborg           | Viborg Stadionhal     | 3.000     |

## Stilling
| Hold                          | K  | V  | U | L  | MF  | MI  | MD   | P  |
| ----------------------------- | -- | -- | - | -- | --- | --- | ---- | -- |
| Team Esbjerg                  | 22 | 15 | 4 | 3  | 653 | 569 | +84  | 34 |
| FC Midtjylland                | 22 | 15 | 2 | 5  | 541 | 476 | +65  | 32 |
| Viborg HK                     | 22 | 12 | 4 | 6  | 559 | 526 | +33  | 28 |
| Team Tvis Holstebro           | 22 | 13 | 1 | 8  | 601 | 570 | +31  | 27 |
| Randers HK                    | 22 | 12 | 3 | 7  | 598 | 565 | +33  | 27 |
| Nykøbing Falster Håndboldklub | 22 | 10 | 4 | 8  | 624 | 607 | +17  | 24 |
| København Håndbold            | 22 | 10 | 1 | 11 | 549 | 539 | +10  | 21 |
| Silkeborg-Voel                | 22 | 10 | 1 | 11 | 531 | 544 | −13  | 21 |
| HC Odense                     | 22 | 9  | 2 | 11 | 555 | 531 | +24  | 20 |
| SK Aarhus                     | 22 | 8  | 0 | 14 | 541 | 571 | −30  | 16 |
| Ringkøbing Håndbold           | 22 | 6  | 2 | 14 | 511 | 586 | −75  | 14 |
| SønderjyskE                   | 22 | 0  | 0 | 22 | 525 | 704 | −179 | 0  |

|  | Semifinale          |
|  | Kvartfinale         |
|  | Nedryknings-playoff |
|  | Nedrykning          |

## Resultater
| Hjemme / Udehold1   | FCM   | ODE   | KBH   | NFH   | RAN   | RIN   | SIL   | AAR   | SØN   | ESB   | HOL   | VIB   |
| ------------------- | ----- | ----- | ----- | ----- | ----- | ----- | ----- | ----- | ----- | ----- | ----- | ----- |
| FC Midtjylland      |       | 28-24 | 30-25 | 26-26 | 24-15 | 31-15 | 19-18 | 24-18 | 32-22 | 25-27 | 26-22 | 17-17 |
| HC Odense           | 21-18 |       | 23-29 | 29-31 | 26-21 | 20-20 | 13-15 | 25-26 | 31-24 | 23-23 | 26-19 | 24-25 |
| København Håndbold  | 17-23 | 24-32 |       | 31-25 | 24-23 | 21-24 | 23-18 | 19-20 | 31-17 | 28-26 | 33-20 | 25-19 |
| Nykøbing F.         | 25-26 | 30-21 | 28-28 |       | 24-34 | 28-26 | 29-29 | 29-26 | 41-25 | 23-27 | 29-27 | 25-30 |
| Randers HK          | 28-27 | 28-25 | 20-23 | 31-26 |       | 36-26 | 32-26 | 25-22 | 35-31 | 29-29 | 22-30 | 25-25 |
| Ringkøbing Håndbold | 15-25 | 16-25 | 26-25 | 25-31 | 25-32 |       | 23-24 | 25-23 | 29-19 | 24-37 | 37-30 | 19-28 |
| Silkeborg-Voel      | 27-21 | 17-31 | 25-23 | 23-22 | 25-28 | 24-17 |       | 35-26 | 30-21 | 28-27 | 23-24 | 21-25 |
| SK Aarhus           | 21-22 | 24-32 | 22-21 | 30-33 | 22-23 | 21-18 | 28-24 |       | 33-18 | 26-28 | 30-37 | 28-23 |
| SønderjyskE         | 25-27 | 24-28 | 29-31 | 22-34 | 18-32 | 21-26 | 27-29 | 27-30 |       | 27-34 | 26-36 | 19-31 |
| Team Esbjerg        | 29-23 | 37-32 | 29-22 | 38-29 | 30-30 | 28-23 | 31-23 | 29-27 | 35-27 |       | 28-32 | 27-20 |
| Team Tvis Holstebro | 20-24 | 27-22 | 32-19 | 24-27 | 28-26 | 33-28 | 24-19 | 31-19 | 36-32 | 23-23 |       | 20-28 |
| Viborg HK           | 19-23 | 25-22 | 28-27 | 29-29 | 29-23 | 24-24 | 30-28 | 23-19 | 33-24 | 25-31 | 23-26 |       |

1Hjemmehold er angivet på venstre side og udeholdet langs toppen..

## Topscorere i grundspillet
Topscorelisten opdateret efter sidste spillerunde den 23. marts 2016 
| Placering | Spiller               | Klub                          | Mål |
| --------- | --------------------- | ----------------------------- | --- |
| 1         | Kristina Kristiansen  | Nykøbing Falster              | 167 |
| 2         | Nathalie Hagman       | Team Tvis Holstebro           | 157 |
| 3         | Ann Grete Nørgaard    | Viborg HK                     | 136 |
| 4         | Trine Troelsen        | Silkeborg-Voel                | 134 |
| 5         | Estavana Polman       | Team Esbjerg                  | 128 |
| 6         | Camilla Dalby         | Randers HK                    | 123 |
| 7         | Laura van der Heijden | Team Esbjerg                  | 117 |
| 8         | Susanne Astrup Madsen | SønderjyskE                   | 116 |
| 9         | Mette Gravholt        | Nykøbing Falster Håndboldklub | 113 |
| 10        | Johanna Ahlm          | FC Midtjylland Håndbold       | 107 |

## Slutspil

### Kvartfinale
| Dato    | Dato    | Hjemmehold i 1. kamp | Hjemmehold i 2. kamp | Resultat | Resultat | Resultat |
| 1. kamp | 2. kamp | Hjemmehold i 1. kamp | Hjemmehold i 2. kamp | Samlet   | 1. kamp  | 2. kamp  |
| ------- | ------- | -------------------- | -------------------- | -------- | -------- | -------- |
| 6/4     | 13/4    | Nykøbing Falster     | Viborg HK            | 45-52    | 20-25    | 25-27    |
| 6/4     | 13/4    | Randers HK           | Team Tvis Holstebro  | 49-59    | 23-26    | 26-33    |

### Semifinale
| Dato    | Dato    | Hjemmehold i 1. kamp | Hjemmehold i 2. kamp | Resultat | Resultat | Resultat |
| 1. kamp | 2. kamp | Hjemmehold i 1. kamp | Hjemmehold i 2. kamp | Samlet   | 1. kamp  | 2. kamp  |
| ------- | ------- | -------------------- | -------------------- | -------- | -------- | -------- |
| 16/4    | 23/4    | Team Tvis Holstebro  | Team Esbjerg         | 51-58    | 32-27    | 19-31    |
| 17/4    | 24/4    | Viborg HK            | FC Midtjylland       |          | 23-26    |          |

### Bronzekamp
| Dato    | Dato    | Hjemmehold i 1. kamp | Hjemmehold i 2. kamp | Resultat | Resultat | Resultat |
| 1. kamp | 2. kamp | Hjemmehold i 1. kamp | Hjemmehold i 2. kamp | Samlet   | 1. kamp  | 2. kamp  |
| ------- | ------- | -------------------- | -------------------- | -------- | -------- | -------- |
| 4/5     | 11/5    | Team Tvis Holstebro  | Viborg HK            | 54-46    | 30-23    | 24-23    |

### Finale
| Dato    | Dato    | Hjemmehold i 1. kamp | Hjemmehold i 2. kamp | Resultat | Resultat | Resultat |
| 1. kamp | 2. kamp | Hjemmehold i 1. kamp | Hjemmehold i 2. kamp | Samlet   | 1. kamp  | 2. kamp  |
| ------- | ------- | -------------------- | -------------------- | -------- | -------- | -------- |
| 1/5     | 5/5     | FC Midtjylland       | Team Esbjerg         | 39-41    | 20-17    | 19-24    |

## Nedryknings-playoff
| Dato    | Dato    | Hjemmehold i 1. kamp | Hjemmehold i 2. kamp | Resultat | Resultat | Resultat |
| 1. kamp | 2. kamp | Hjemmehold i 1. kamp | Hjemmehold i 2. kamp | Samlet   | 1. kamp  | 2. kamp  |
| ------- | ------- | -------------------- | -------------------- | -------- | -------- | -------- |
| 10/7    | 17/4    | Lyngby HK            | SK Aarhus            | 40-76    | 18-34    | 22-42    |
| 9/4     | 16/4    | Ajax København       | Ringkøbing Håndbold  | 43-52    | 20-24    | 23-28    |

## Årets hold
Årets hold i Boxer Dameligaen/Primo Tours Ligaen 2015-16 
| Position        | Spiller              | Klub                |
| --------------- | -------------------- | ------------------- |
| Målvogter       | Silje Solberg        | Team Tvis Holstebro |
| Venstre Back    | Trine Troelsen       | Silkeborg-Voel      |
| Central Forsvar | Kristina Kristiansen | Nykøbing Falster    |
| Højre Back      | Nathalie Hagman      | Team Tvis Holstebro |
| Venstre Fløj    | Ann Grete Nørgaard   | Viborg HK           |
| Stregspiller    | Mette Gravholt       | Nykøbing Falster    |
| Højre Fløj      | Lina Rask            | SK Aarhus           |